# Asilus baikalensis
Asilus baikalensis is een vliegensoort uit de familie van de roofvliegen (Asilidae). De wetenschappelijke naam van de soort is voor het eerst geldig gepubliceerd in 1926 door Becker in Becker & Schnabl.